# Guilty Gear Xrd -SIGN-

Tela do jogo.

Guilty Gear Xrd (ギルティギア イグザード, Giruti Gia Iguzādo) com as legendas -SIGN-, é um jogo de luta criado pela Arc System Works. É o quinto jogo da série Guilty Gear, e foi lançado para os Arcades em 20 de fevereiro de 2014 com suporte para o sistema ALL.Net P-ras MULTI Ver.2. Foi depois lançado para PlayStation 3 e PlayStation 4 no Japão e na América do Norte em dezembro do mesmo ano, enquanto a versão da Europa foi lançada em junho de 2015 apenas em versão digital. Em dezembro de 2015 foi lançada a versão para PC na plataforma Steam, da Valve.

## Sobre o jogo
Ao contrário de seu antecessor (Guilty Gear 2: Overture), o jogo agora é do gênero luta. A empresa Arc System Works produziu o jogo utilizando a Unreal Engine, com os gráficos em Cel Shaded ao invés dos sprites tradicionais.
A história se passa no ano de 2187, um ano depois dos eventos acontecidos em Guilty Gear 2: Overture. Até o momento, 13 lutadores foram revelados: Sol Badguy, Ky Kiske, Millia Rage, May, Chipp Zanuff, Potemkin, Venom, Axl, I-No, Faust, Slayer, Zato-1 e Bedman.

## Desenvolvimento
O primeiro trailer de Guilty Gear XRD -SIGN- foi mostrado ao público durante o campeonato anual da Arc System Works no Japão. O trailer consistia principalmente em apresentar os personagens Sol e Ky numa luta, acrescentando cutscenes unidas a jogabilidade envolvendo rotações de câmera e a animação em estilo 2D (demonstrando o potencial da nova engine). No final do trailer, surge Millia e Eddie (o último refletido nos olhos da primeira). Nenhuma animação em 2D foi usada no trailer.
O desenvolvimento do jogo está sendo trabalhado pela equipe interna da Arc System Works com o codinome "Red Team". O criador da série Daisuke Ishiwatari esta mais uma vez dirigindo o jogo junto dos mesmos membros da equipe desenvolvedora dos títulos anteriores. A placa de arcade para o jogo é o Sega RingEdge 2. A revisão Λ Core Plus R também havia utilizado a mesma placa.

## Referencias
1. 1 2  Yin-Poole, Wesley (9 de setembro de 2013). «Guilty Gear Xrd Sign confirmed for PS4». Eurogamer. Consultado em 9 de setembro de 2013
2. 1 2  «Arc System Works Announces New Fighting Game Title Guilty Gear Xrd -SIGN- for Arcade». Shoryuken. 19 de maio de 2013. Consultado em 24 de maio de 2013
3. ↑  http://www.animenewsnetwork.co.uk/news/2013-09-09/guilty-gear-xrd-sign-ps3-ps4-game-previewed-in-video
4. ↑  «Character – Guilty Gear Xrd Portal Site» (em japonês). Ggxrd.com. Consultado em 3 de agosto de 2013. Arquivado do original em 4 de agosto de 2013
5. ↑  Walker, Ian (27 de novembro de 2013). «[UPDATE] Mysterious New Guilty Gear Xrd -SIGN- Character Named Bedman, First Image Revealed». Shoryuken. Consultado em 27 de novembro de 2013. Arquivado do original em 15 de agosto de 2019
6. ↑   «Guilty Gear Xrd -SIGN- uses Unreal Engine 3». Destructoid. 23 de maio de 2013. Consultado em 24 de maio de 2013